# 128 a. C.
El año 128 a. C. fue un año del calendario romano prejuliano. En el Imperio romano, fue conocido como el año 626 Ab Urbe condita.

## Acontecimientos

### Por lugar

#### Roma
- Gneo Octavio y Tito Annio Rufo son los cónsules de este año.

#### Bactria
- El reino greco-bactriano es invadido por los tocarios y rebautizado como Tocaristán.

#### Partia
- Artabano I se convierte en rey de Partia (fecha aproximada)

### Por tema

#### Artes y ciencias
- Limenio compone el segundo himno délfico.

## En ficción
- Los hechos del manga y anime Thermae Romae transcurren en el año 128 a. C. en la Antigua Roma, durante la regencia del Emperador Adriano.[1]